# Грызловский
Грызловский — поселок в Венёвском районе Тульской области в составе Грицовского сельского поселения.

## География
Поселок находится в северо-восточной части Тульской области на расстоянии приблизительно 24 км на юг-юго-запад от города Венёв, административного центра района.

## История
Еще на карте 1997 года показан как часть поселка Грицовский. Кстати, последний сначала назывался Грызловский (по названию местного угольного разреза, названного в свою очередь в честь деревни Грызловка).

## Население
Поселок не учитывался еще в проходивших переписях (население учитывалось в составе поселка Грицовский).